# Umaltolepis
Umaltolepis ist eine ausgestorbene Samenpflanze der Familie Umaltolepidiaceae und ein Verwandter des Ginkgo. 

## Merkmale
Die Samenorgane tragen ein bis zwei Samenanlagen pro Achse. Bei Umaltolepis sitze unterhalb der Samenanlage und an der Basis der samentragenden Achse Hochblätter. Eine Cupula fehlt hingegen. 
Zusammen mit den Samenorganen werden linealische, bandartige Blätter der Gattung Pseudotorellia gefunden.

## Verbreitung
Die Gattung Umaltolepis ist aus dem Unterjura von Iran, aus dem Oberjura des Bureja-Beckens in Sibirien und aus der Unterkreide des Bureja-Beckens sowie Nord- und Nordost-Chinas bekannt. Die auch zu Umaltolepis gehörenden Blätter des Morphotaxons Pseudotorellia sind vom Untertrias bis Oberkarbon Eurasiens weit verbreitet. 

## Systematik
Von Umaltolepis konnten bisher mehrere Arten rekonstruiert werden. Zhou (2009) nennt folgende: 
- Umaltolepis coleoptera: Samenorgane aus dem Lias Nordirans, mit Pseudotorellia-Blättern
- Umaltolepis hebeiensis: Samenorgane aus der Unterkreide von Hebei und Liaoning (China)
- Umaltolepis rarinervis: Samenorgane mit Pseudotorellia-Blättern aus der Unterkreide des Bureja-Beckens
- Umaltolepis vachrameevii: Samenorgane mit Pseudotorellia-Blättern aus dem Oberjura des Bureja-Beckens.

Typusart ist Umaltolepis vachrameevii. 

## Belege
- Zhi-Yan Zhou: An overview of fossil Ginkgoales. Palaeoworld, Band 18, 2009, S. 1–22, doi:10.1016/j.palwor.2009.01.001
- Thomas N. Taylor, Edith L. Taylor, Michael Krings: Paleobotany. The Biology and Evolution of Fossil Plants. Second Edition, Academic Press 2009, ISBN 978-0-12-373972-8. S. 752.